# Giuseppe Chicchi

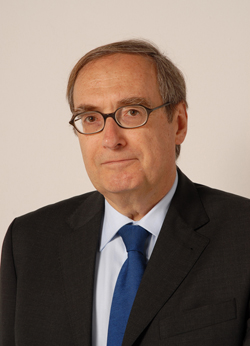
Giuseppe Chicchi

Giuseppe Chicchi (nascido em 10 de fevereiro de 1944) é um político italiano que serviu como Prefeito de Rimini por três mandatos (1992–1993, 1993–1995, 1995–1999) e deputado na Legislatura XV (2006–2008).